# 카펫배거

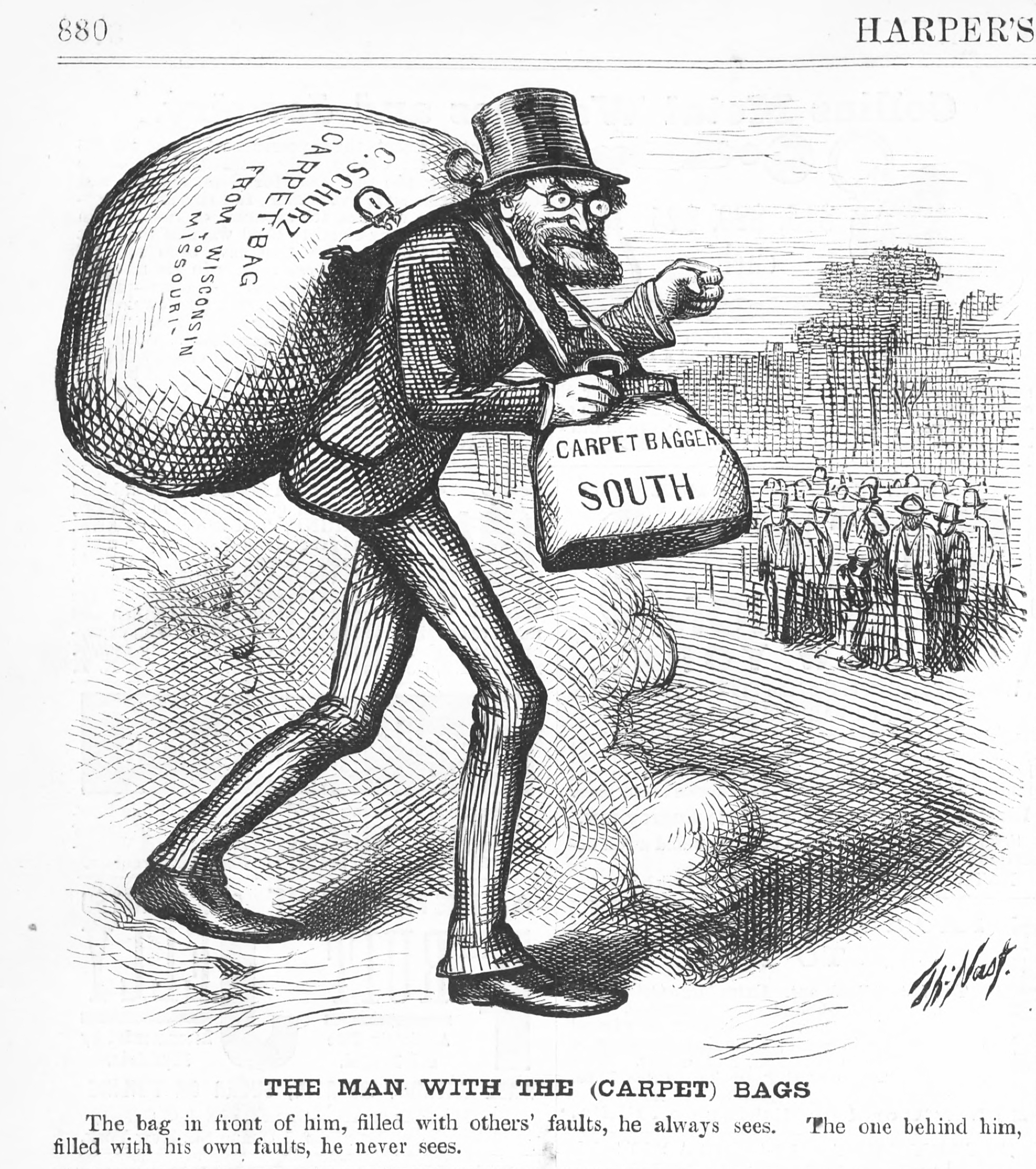
1872년 풍자만화에 묘사된 카펫 배거

카펫배거(Carpetbagger)는 미국 남북 전쟁 후 재건의 시대(1865년 - 1877년)에 남부로 이주한 북부인을 일컫는 말이다.
공화당에서 해방된 사람들(원래 흑인 노예) 및 스캘러왜그(재건 정책을 지지한 남부 백인)과 동맹 관계를 형성했고, 원래 남부 동맹에 참여한 주의 정치를 한때 지배했다. 그 지배 기간은 주에 따라 다르며, 대부분은 1867년에서 1877년 사이이다.
카펫 배거(carpetbaggers)라는 말은 소지품 일체를 카펫 가방(카펫 천으로 만든 여행 가방)에 담아 남부에 도착하여, 패배한 남부에서 착취 및 약취를 하고 있는 백인 공화당원을 가리키는 데 사용된 말이다. 이 말은 일반적으로 사용될 때는 경멸적인 의미가 있지만, 역사 문헌과 참고 문헌에서는 경멸적인 의도 없이 현재에도 사용되고 있다. 1900년 이후 특히 지금까지 (주제적 혹은 지리적으로) 어떤 연결도 없었던 지역에서 정치적 직책을 구하거나, 경제적 이득을 추구하려는 외부인을 표현하는 데도 사용되어 왔다.
영국에서는 단순히 개인적인 이익을 위해 주택 금융 조합과 같은 협동조합을 주식회사로 상장 시키려고 하는 사람을 비공식적으로 부를 때 자주 사용된다.
영어로는 Northener who went to the South after the Civil War 라고도 불린다.